# 모허메드 어이더
모허메드 어이더(헝가리어: Mohamed Aida, 1976년 3월 12일 ~ )는 헝가리의 펜싱 선수로 주 종목은 플뢰레이다. 1996년부터 2020년 대회까지 총 7회 연속으로 올림픽에 참가하였으며, 세계 선수권 대회에서 은메달 1개, 동메달 5개를 획득했다.

## 생애
부다페스트에서 시리아인 아버지와 헝가리인 어머니 사이에서 태어났다. 내성적인 성격을 고치기 위해 초등학교 재학 시절에 펜싱에 입문했으며, MTK 소속으로 23년을 숄티 언털 코치와 함께 지냈다. 그녀는 2009년에 퇴레크베시 SE로 이적했으나, 코치는 바뀌지 않았다. 
2006년 세계 펜싱 선수권 대회 대회에서 동메달을 획득하였다. 이 토너먼트의 준결승전에서 발렌티나 베찰리에게 3-15로 패하였다.

## 개인사
캐나다의 올림픽 근대5종 선수이자 에페 펜싱 선수인 로리 숑과 결혼하였다. 2009년에 올리비아라는 딸을 낳았다.